# Castell de Pera (Montagut i Oix)
|  | Per a altres significats, vegeu «Castell de Pera (Sant Llorenç Savall)». |

El Castell de Pera és una casa forta al municipi de Montagut i Oix (Garrotxa) declarada bé cultural d'interès nacional. Està situada a prop de l'església de Sant Miquel, al nord, hi ha una masia anomenada del Castell que havia estat una casa forta. Fou bastida amb pedra del país no treballada, llevat dels carreus emprats per fer els cantoners i algunes de les seves obertures. És de planta rectangular i ampli teulat a dues aigües, amb els vessants vers les façanes principals. Disposa de baixos destinats al bestiar, amb tres grans arcades de mig punt fetes de carreus molt ben tallats i petites obertures de ventilació. La planta-habitatge està organitzada a partir d'una àmplia sala de convit de la que parteixen nombroses portes que menen a les cambres i altres dependències. Les obertures són rectangulars, molt senzilles, la majoria amb llinda de fusta. Disposa d'una eixida coberta per un empostissat que mira al costat de migdia. El pis superior o golfes estaven destinades a guardar el gra i la palla i tenen, així mateix, una eixida que mira a migdia amb baranes de fusta.